# Тубак (Аризона)
Тубак (англ. Tubac) — переписна місцевість (CDP) в США, в окрузі Санта-Круз штату Аризона. Населення — 1581 особа (2020).

## Географія
Тубак розташований за координатами 31°36′38″ пн. ш. 111°3′25″ зх. д. / 31.61056° пн. ш. 111.05694° зх. д. (31.610681, -111.057047).  За даними Бюро перепису населення США в 2010 році переписна місцевість мала площу 27,97 км², з яких 27,96 км² — суходіл та 0,01 км² — водойми.

## Демографія
Згідно з переписом 2010 року, у переписній місцевості мешкала 1191 особа в 630 домогосподарствах у складі 385 родин. Густота населення становила 43 особи/км².  Було 1067 помешкань (38/км²).
Расовий склад населення:
| - 90,8 % — білих - 0,6 % — корінних американців - 0,6 % — азіатів - 0,4 % — чорних або афроамериканців - 6,5 % — осіб інших рас |

До двох чи більше рас належало 1,1 %. Частка іспаномовних становила 20,7 % від усіх жителів.
За віковим діапазоном населення розподілялося таким чином: 6,5 % — особи молодші 18 років, 51,0 % — особи у віці 18—64 років, 42,5 % — особи у віці 65 років та старші. Медіана віку мешканця становила 62,5 року. На 100 осіб жіночої статі у переписній місцевості припадало 90,9 чоловіків;  на 100 жінок у віці від 18 років та старших — 88,0 чоловіків також старших 18 років.
Середній дохід на одне домашнє господарство  становив 61 227 доларів США (медіана — 49 821), а середній дохід на одну сім'ю — 61 541 долар (медіана — 47 895). За межею бідності перебувало 7,8 % осіб, у тому числі 0,0 % дітей у віці до 18 років та 9,9 % осіб у віці 65 років та старших.
Цивільне працевлаштоване населення становило 439 осіб. Основні галузі зайнятості: освіта, охорона здоров'я та соціальна допомога — 19,8 %, сільське господарство, лісництво, риболовля — 14,6 %, науковці, спеціалісти, менеджери — 12,3 %, фінанси, страхування та нерухомість — 11,2 %.